# Українська революційно-демократична партія
Украї́нська революці́йно-демократи́чна па́ртія (УРДП) — постала 1946 року в Німеччині з емігрантів з підрадянської України, вихованих в основному на ідеях українського відродження 1920-х pp., почасти з колишніх членів ОУН, послідовників Івана Мітрінґи.
Засновниками УРДП були: Іван Багряний, Григорій Костюк, Іван Майстренко, Борис Левицький, Семен Підгайний та ін. Очолював її спершу Григорій Костюк, який 1948 відійшов з лівою групою (Іван Майстренко, Борис Левицький, Роман Паладійчук та ін.), що створила навколо місячника «Вперед» ліву УРДП (згодом перестала існувати).
Найдовше на чолі УРДП стояв головний лідер її й натхненник Іван Багряний (1948—1963); далі Федір Гаєнко (1963—1967), недовгий час Микола Степаненко (який 1967 також відійшов, створивши окрему — «праву» УРДП), Василь Гришко (1967—1975) і з 1975 — Михайло Воскобійник.
Інші діячі партії: Віталій Бендер, Петро Волиняк, Всеволод Голубничий, Юрій Дивнич-Лавріненко, Іван Дубилко, Олексій Коновал, Іван Корнійчук, Анатолій Лисий, Федір Пігідо, Анатолій Рябишенко.
В основу програмових засад УРДП покладена боротьба проти радянського режиму і створення самостійної української держави з демократичним устроєм. Головним рушієм цього революційного перетворення УРДП вважає національно-свідомі державотворчі кадри, що виховуються в русі опору проти сучасного тоталітарного ладу УРСР.
УРДП співзасновник і активний учасник діяльності Української Національної Ради (до 1968), Конгресу української вільної політичної думки і Українського Демократичного Руху.
Діячі УРДП були ініціаторами утворення таких співзвучних організацій: Об'єднання бувших репресованих українців совєцьким режимом, Легіон ім. Симона Петлюри і Об'єднання Демократичної Української Молоді.
Пресові орґани: «Вперед» (часопис лівого крила партії), «Українські Вісті», «Український Прометей», неперіодичний журнал «Наші позиції» (з 1948 р.).